# Pandanus temehaniensis
Pandanus temehaniensis là một loài thực vật thuộc họ Pandanaceae. Đây là loài đặc hữu của Polynésie thuộc Pháp.